# Miniodes phaeosoma
Miniodes phaeosoma là một loài bướm đêm trong họ Noctuidae.